# ولادیمیر شائینسکی
ولادیمیر شائینسکی (روسی: Владимир Яковлевич Шаинский؛ IPA: [vlɐˈdʲimʲɪr ʂɐˈinskʲɪj]؛ ‏ ۱۲ دسامبر ۱۹۲۵ – ۲۵ دسامبر ۲۰۱۷) موسیقی‌دان، آهنگساز، ترانه‌سرا، نوازنده پیانو و بازیگر اهل اتحاد جماهیر شوروی بود.
وی همچنین برندهٔ جوایزی همچون جایزه دولتی اتحاد شوروی، نشان دوستی، و هنرمند مردمی جمهوری شوروی فدراتیو سوسیالیستی روسیه شده‌است.
از فیلم‌ها یا مجموعه‌های تلویزیونی که وی در آن‌ها نقش داشته‌است، می‌توان به چیبوراشکا و شاپوکلیاک اشاره نمود.